# Olea laurifolia
Olea laurifolia (OLEA laurifolia Lam. [família OLEACEAE], Ill. i. 29;—DC. Prodr. viii. 287) és una espècie d'arbre dins del gènere de l'olivera. És nadiua de la província KwaZulu-Natal, a Sud-àfrica.
El Llibre Guinness dels rècords el presenta com l'arbre amb la fusta més dura del món, amb un pes específic d'1,49. El tronc té una bona resistència a l'abrasió i és molt fort. És una fusta excel·lent per a ebenisteria.

## Sinònims

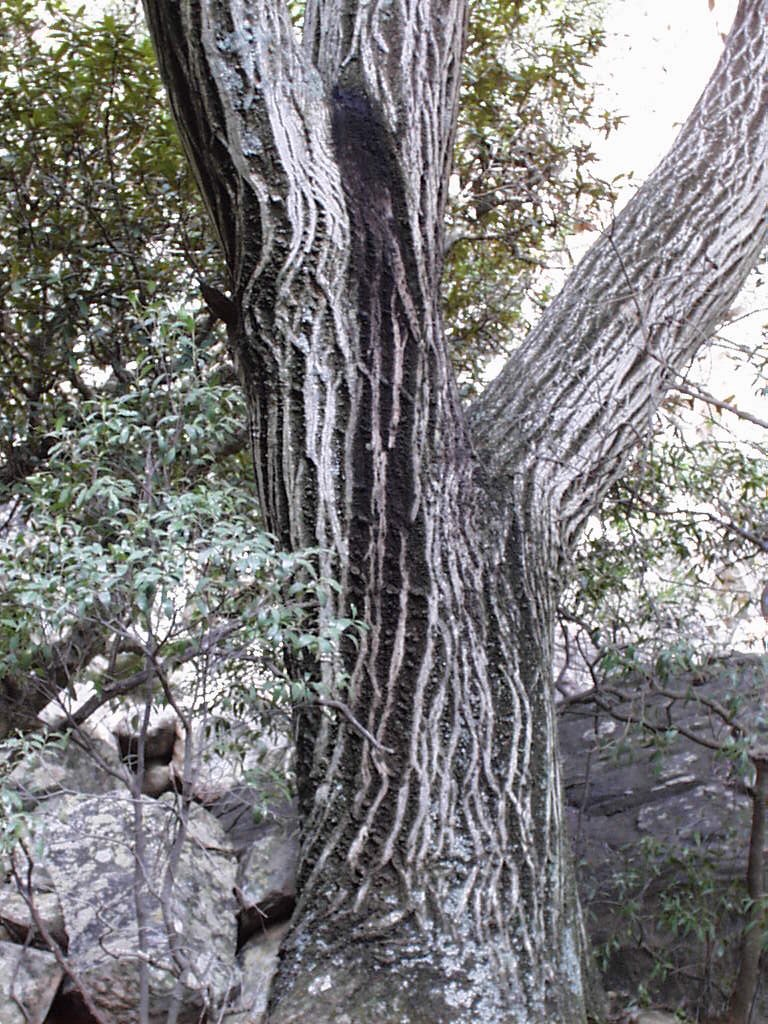
Tronc amb l'escorça fisurada

- Olea undulata
- Olea capensis